# Groupement II/4 de Gendarmerie mobile
Le groupement II/4 (GGM II/4) était le 2e groupement de la 4e Légion de Gendarmerie mobile d'Orléans, dissoute en 2000.
Créé en 1991 et établi à Joué-les-Tours, il était composé de 5 escadrons et a été dissous le 1er juillet 2000.
Les escadrons du groupement ont été répartis entre les nouveaux groupements IV/2 (Limoges), III/3 (Nantes), IV/3 (Orléans) créés à la même date au sein des 2e et 3e Légions de Gendarmerie mobile de Bordeaux et Rennes.

## Implantation des unités
- EGM 21/4 à Joué-les-Tours devenu EGM 36/3 en juillet 2000
- EGM 22/4 à Niort devenu EGM 45/2 en juillet 2000
- EGM 23/4 à Châtellerault devenu EGM 46/2 en juillet 2000
- EGM 24/4 à Châteauroux devenu EGM 47/3 en juillet 2000
- EGM 25/4 à Blois devenu EGM 46/3 en juillet 2000

## Appellations
- Groupement II/4 de Gendarmerie mobile (depuis 1991)